# خنفساء القلف الجبلية
خنفساء القلف الجبلية (الاسم العلمي:Scolytus monticolae) هو نوع من الحشرات يتبع جنس خنفساء القلف من فصيلة السوسية الحقيقية.